# Покрајински заштитник грађана - омбудсман
Покрајински заштитник грађана - омбудсман је независан и самосталан орган Аутономне покрајине Војводине, установљен Покрајинском скупштинском одлуком о Покрајинском заштитнику грађана - омбудсману. Установљен у циљу заштите права грађана, врши надзор над радом покрајинских органа управе, јавних предузећа и установа које врше управна и јавна овлашћења, а чији је оснивач Аутономна покрајина Војводина..
Штити права грађана посебно од повреда учињених незаконитим, неефикасним и нецелисходним поступањем органа управе, као и органа градске и општинске управе у вршењу послова које им је поверила АП Војводина.
У свом деловању поступа у складу са Уставом, потврђеним међународним уговорима, општеприхваћеним правилима међународног права, законом и подзаконским општим актима. Основни принципи деловања Покрајинског заштитника грађана - омбудсмана су законитост, непристрасност, независност и правичност.
Покрајински заштитник грађана - омбудсман прати процес доношења покрајинских прописа, као и измене и допуне постојећих прописа. Има право предлагања покрајинских скупштинских прописа и других општих аката из надлежности скупштине, а овлашћен је и да Покрајинској влади и Скупштини АП Војводине даје мишљење и препоруке у вези са предлозима одлука, када се њима уређују питања од значаја за заштиту права грађана.
Надгледа и прати примену међународних уговора, стандарда и прописа из области људских права и предлаже мере за побољшање у области заштите и унапређења људских права. Овлашћен је да грађане информише о прописима и даје правне савете о могућностима њиховог остваривања.
У циљу стицања што прецизнијег увида у стање људских права спроводи истраживања, о чијим резултатима обавештава јавност и надлежне институције.
Скупштини АП Војводине, подноси једном годишње, а најкасније до 31. марта, извештај у коме се наводе подаци о активностима у претходној години, подаци о уоченим недостацима у раду органа управе, оцена рада органа управе са становишта примене прописа, као и предлози за побољшање положаја грађана у односу на органе управе.
Извештај садржи посебне делове за области права детета, права националних мањина и права по основу равноправности полова.

## Линкови
Званична страница Покрајинског заштитника грађана - омбудсмана